# Synagoga w Świdnicy (ul. Bohaterów Getta 22)
Synagoga w Świdnicy – gminny dom modlitwy znajdujący się w Świdnicy, w kamienicy przy ulicy Bohaterów Getta 22.
Synagoga została założona w 1946 roku wraz z utworzeniem Kongregacji Wyznania Mojżeszowego w Świdnicy. Ze względu na wyjazd większości Żydów z miasta i braku wiernych, synagoga została zamknięta na początku lat 70. XX wieku.